# Indywidualne Mistrzostwa Szwecji na Żużlu 1962
Indywidualne Mistrzostwa Szwecji na Żużlu 1962 – cykl turniejów żużlowych, mających wyłonić najlepszych żużlowców szwedzkich. Tytuł wywalczył Ove Fundin (Kaparna Göteborg). 

## Finał
- Göteborg, 21 września 1962

| Msc. | Zawodnik           | Klub                 | Pkt   |  |  |
| ---- | ------------------ | -------------------- | ----- |  |  |
| 1    | Ove Fundin         | Kaparna Göteborg     | 14 +3 |  |  |
| 2    | Göte Nordin        | Getingarna Sztokholm | 14 +2 |  |  |
| 3    | Sören Sjösten      | Vargarna Norrköping  | 13    |  |  |
| 4    | Björn Knutsson     | Vargarna Norrköping  | 12    |  |  |
| 5    | Rune Sörmander     | Dackarna Målilla     | 11    |  |  |
| 6    | Göran Norlén       | Monarkerna Sztokholm | 9     |  |  |
| 7    | Leif Larsson       | Monarkerna Sztokholm | 9     |  |  |
| 8    | Per Olof Söderman  | Vargarna Norrköping  | 7     |  |  |
| 9    | Bengt Brannefors   | Kaparna Göteborg     | 7     |  |  |
| 10   | Åke Andersson      | Dackarna Målilla     | 5     |  |  |
| 11   | Per Tage Svensson  | Dackarna Målilla     | 4     |  |  |
| 12   | Evert Andersson    | Dackarna Målilla     | 4     |  |  |
| 13   | Bengt Jansson      | Getingarna Sztokholm | 3     |  |  |
| 14   | Kjell Svensson     | Monarkerna Sztokholm | 3     |  |  |
| 15   | Olle Nygren        | Vargarna Norrköping  | 2     |  |  |
| 16   | Willihard Thomsson | Folkare MK Avesta    | 1     |  |  |
|      | rez. Curt Eldh     | Vargarna Norrköping  | 1     |  |  |
|      | rez. Bo Hĺkansson  | Örnarna Mariestad    | 0     |  |  |